# 花王石鹸
花王石鹸（かおうせっけん）は、花王が発売する石鹸である。

## 概要
花王創業者の長瀬富郎（初代）が、舶来品に負けない石鹸として1890年に発売した。発売時は新聞広告に「花王しゃぼん」と記載された。当時は化粧石鹸を「顔洗い」と称したことから「花王」とした。

## 歴史
- 1890年 発売
- 1931年 新装花王石鹸発売。99.4パーセント高純度で7.5グラム増量して価格を従来の15銭から10銭へ値下げし、大衆のための石鹸へ方針転換した。1930年から月刊PR紙を発行し、1931年1月に新聞の全面広告を出稿し、発売当日に初出荷に沸く従業員の姿を全国紙に載せた。デパートの店頭でキャンペーンガールによる宣伝、アドバルーン、ネオンサインや人気女優による街頭宣伝など、社運をかけたキャンペーンで大ヒットした[2]。
- 1938年 満洲国奉天に石鹸工場を設立[3]
- 1953年 特型花王石鹸、新装花王石鹸発売
- 1958年 5色アルミ包装の新装花王石鹸発売
- 1970年 花王ホワイト発売
- 2000年 花王ピュアホイップ発売
- 2015年9月 花王ピュアホイップ終売

## 製品

### 現行製品
- 花王石鹸ホワイト - 1970年発売、「クリームみたいな石鹸」をキャッチフレーズに、豊かな泡立ちと香りを特長とする石鹸。パームやし由来成分配合。発売以来複数回のパッケージデザイン変更を経るが、白・青・金色の色使いは継承。
- 花王石鹸 - 1890年発売、現在は市販品を終売して業務用のみ販売。

### 生産終了品
- 花王ピュアホイップ - 泡を固めて作り、豊かな泡立ちと香りで、石鹸滓がほとんど出ない清潔さが特長。2015年9月終売。
- 花王石鹸（大型）- 1980年ごろまで花王石鹸ホワイトと併売。
- 水石鹸
- お風呂用花王石鹸（枠練り、純練り）- 1980年ごろまで発売
- キンダーソープ
- 手洗い石鹸タフ
- ワイド
- ハイレン薬用石鹸
- クリンガード
- 旅行石鹸
- キリン石鹸
- キリンムスク石鹸
- ホーサン石鹸
- 新月石鹸
- 浮石鹸ホーム
- 月の友石鹸
- 改装つばめ石鹸
- スター石鹸
- 硬水用花王石鹸
- 丸の内石鹸
- 旅行用ルビアン石鹸
- ロジェカレ香水石鹸
- 新型花王石鹸（洗浄力を高めた製品）
- 特型花王石鹸（1953年）
- 新花王石鹸（五色アルミ包装）

（ハーネス・ソフィーナは省略）